# Physotrichia welwitschii
Physotrichia welwitschii là một loài thực vật có hoa trong họ Hoa tán. Loài này được Hiern miêu tả khoa học đầu tiên năm 1873.